# Марципіль (хутір)
Марципі́ль — хутір в Україні, адміністративно входить у склад села Далява Меденицької селищної громади Дрогобицького району Львівської області.

## Історія
Дослідниця Віра Котович повідомляє, що перша писемна згадка про поселення припадає на 1855 р. — Marcypol. Назва зафіксована на австрійській карті Галичини та Лодомерії.
У 1773 р. в Галичині, після її приєднання до імперії Габсбургів, здійснити адміністративну реорганізацію краю. До 1918 р. поселення знаходилось у тодішньому Дрогобицькому дистрикті Самбірського крайсу (округу) Королівства Галичини та Володимирії Австрійської монархії, а з 1805 р. - Австро-Угорщини.
У період ЗУНР поселення входило у склад Дрогобицького повіту Самбірської військової округи Львівської військової області.
У 1920 р, з приходом Польщі, хутір увійшов до Дрогобицького повіту Львівського воєводства.
1 серпня 1934 р. у Дрогобицькому повіті було створено ґміну Рихтичі з центром в с. Рихтичі. До неї увійшли сільські громади: Далява, Липовець, Михайлевичі, Рихтичі, Солонське, Старе Село, Вацевичі.
На карті Дрогобицької області УРСР за станом на 1940 р., назву поселення не позначено. Проте, місцевість управлялась Михайлевицькою сільською радою Дрогобицького району Дрогобицької області.
У період нацистської окупації під час Другої світової війни, зі серпня 1941 року село увійшло до волості (нім. Landgemeinde) Рихтичі окружного староства Дрогобич (нім. Kreishauptmannschaft Drohobycz) дистрикту Галичина Генерал-губернаторства для окупованих польських земель.
Дистрикт Галичина припинив своє існування наприкінці липня 1944 року, коли внаслідок Львівсько-Сандомирської операції, був ліквідований, а німецька окупація змінилася на радянську. 6 серпня 1944 року до адміністративного центру округи вступили радянські війська.
У 1946 р. поселення належало до Михайлевицької сільської ради Дрогобицького району Дрогобицької області.
Станом на 1967 р. хутір вже був об'єднаний із селом Далява та належав до Солонської сільської ради Дрогобицького району Львівської області.. Ймовірно, це сталось у період між 1959 та 1962 роками.
Після чергової адміністративно-територіальної реформи, у 2020 р., - хутір у складі села Далява увійшов до Солонського старостинського округу Меденицької громади Дрогобицького району Львівської області.

## Назва
За версією науковиці Віри Котович, назва є складною (складеною). У назві поселення відображено власну особову назву засновника чи власника. Ойконім утворено від власної особової назви Мартин (Марцін) і апелятива поль (піль) (pol < лат. polis «місто»), буквально, «місто Мартина».

## Географія
Хутір знаходиться за лісом, приблизно за 2 км на південний захід від села Далява та за 400 м на північ від дороги Дрогобич-Стрий. У північно-західній стороні до поселення примикає садівниче товариство «Барвінок», у південно-східній — садівниче товариство «Веселка».
На хуторі є один урбанонім — вулиця Марципіль.
Сусідні населені пункти: